# Resolució 1669 del Consell de Seguretat de les Nacions Unides
La Resolució 1669 del Consell de Seguretat de les Nacions Unides fou adoptada per unanimitat el 10 d'abril de 2006. Després de recordar les resolucions anteriors relatives a la situació a Burundi i la República Democràtica del Congo, particularment la Resolució 1650 (2005), el Consell va autoritzar la redistribució del personal des de l'Operació de les Nacions Unides a Burundi (ONUB) cap a la Missió de les Nacions Unides a la República Democràtica del Congo (MONUC) fins l'1 de juliol de 2006.

## Resolució

### Observacions
El preàmbul de la resolució va reafirmar la sobirania, la integritat territorial i la independència de Burundi i els principis de bon veïnatge, no interferència i cooperació a la regió dels Grans Llacs africans. A més, va acollir amb beneplàcit la conclusió del període de transició a Burundi i la instal·lació d'una democràcia i un govern i institucions representatives. Els membres del Consell, tanmateix, van reconèixer que es mantenien a la regió "factors d'inestabilitat" que podrien constituir una amenaça per a la pau i la seguretat internacionals.

### Actes
Actuant sota el Capítol VII de la Carta de les Nacions Unides, el Consell va redistribuir 50 observadors militars, un batalló militar i un hospital militar d'ONUB a MONUC, amb la intenció de renovacions posteriors dependents de si el Consell autoritzava els respectius mandats de les operacions de manteniment de la pau.